# Álgebra elemental

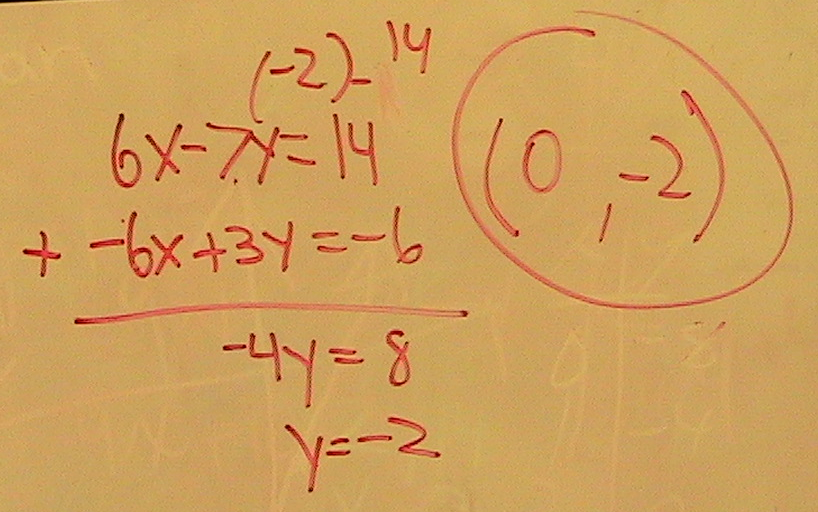
Un ejemplo de problema de álgebra.

El álgebra elemental incluye los conceptos básicos de álgebra, que es una de las ramas principales de las matemáticas. Mientras que en la aritmética solo ocurren los números y sus operaciones aritméticas elementales (como +, –, ×, ÷), en álgebra también se utilizan símbolos para denotar números (como «x», «y», «a», «b»). Estos se denominan variables, incógnita, coeficientes, índices o raíz, según el caso. El término álgebra elemental se usa para distinguir este campo del álgebra abstracta, la parte de la matemática que estudia las estructuras  algebraicas.
Lo anterior es útil porque:
- permite la generalización de ecuaciones aritméticas (y de inecuaciones) para ser indicadas como leyes (por ejemplo {\displaystyle \,a+b=b+a} para toda {\displaystyle \,a} y {\displaystyle \ b} ), y es así el primer paso rumbo al estudio sistemático de las propiedades del sistema de los números reales;
- permite la referencia a números que no se conocen; en el contexto de un problema, una variable puede representar cierto valor que todavía no se conoce, pero que puede ser encontrado con la formulación y la manipulación de las ecuaciones;y
- permite la exploración de relaciones matemáticas entre las cantidades (por ejemplo, “si usted vende x boletos, entonces, su beneficio será 3x – 10 dólares”).

Estas tres son los hilos principales del álgebra elemental, que deben distinguirse del álgebra abstracta, un tema más avanzado que generalmente se enseña a los estudiantes universitarios.
En álgebra elemental, una expresión puede contener números, variables y operaciones aritméticas. Por convención, estos generalmente se escriben con los términos con exponente más altos a la izquierda (ver polinomio); algunos ejemplos son:
{\displaystyle x+3\,}
{\displaystyle y^{2}+2x-3\,}
{\displaystyle z^{7}+a\cdot (b+x^{3})+{\frac {42}{y}}-\pi .\,}
En un álgebra más avanzada, una expresión también puede incluir funciones elementales.
Una ecuación es la aseveración de que dos expresiones son iguales. Algunas ecuaciones son verdades para todos los valores de las variables implicadas (por ejemplo {\displaystyle \,a+b=b+a}); tales ecuaciones son llamadas identidades. Las ecuaciones condicionales son verdades para solamente algunos valores de las variables implicadas: {\displaystyle \,x^{2}-1=3} . Los valores de las variables que hacen la ecuación verdadera se llaman las soluciones de la ecuación.

## Signos algebraicos

### Signos de operación
Al igual que en la aritmética, en el álgebra se usan las operaciones de adición, sustracción, multiplicación, y división. Adicionalmente están las operaciones de potenciación, radicación y logaritmos.
Los signos de operación son:
- adición: +:

{\displaystyle a+b\;}.
- sustracción: –:

{\displaystyle a-b\;}
- multiplicación: ×:

{\displaystyle a\times b\;;\quad a\cdot b\;;\quad a\;b}
- división: ÷:

{\displaystyle a/b\;;\quad a:b\;;\quad a\div b\;;\quad {\cfrac {a}{b}}}
- potenciación: es un pequeño número o letra que aparece arriba y a la derecha de una cantidad:

{\displaystyle a^{b}\;;\quad e^{a}=\exp a}
- radicación:

{\displaystyle {\sqrt {a}}\;;\quad {\sqrt[{b}]{a}}}
- logaritmos:

{\displaystyle \ln a\;;\quad \lg a\;;\quad \log a\;;\quad \log _{b}a}
Escritura en informática
| Windows | – | Alt + 0150 (del bloque numérico) |
| Windows | × | Alt + 158 (del bloque numérico)  |
| Windows | ÷ | Alt + 246 (del bloque numérico)  |

La notación algebraica describe las reglas y convenciones para escribir expresiones matemáticas, así como la terminología utilizada para hablar de las partes de las expresiones. Por ejemplo, la expresión {\displaystyle 3x^{2}-2xy+c} tiene los siguientes componentes:

1. exponente (potencia) 2. coeficiente 3. término 4. operación 5. constante,
x, y. variables

Un coeficiente es un valor numérico, o letra que representa una constante numérica, que multiplica una variable (se omite el operador). Un término es un gía|sustraendo o un sumando, un grupo de coeficientes, variables, constantes y exponentes que pueden separarse de los demás términos mediante los operadores más y menos. Las letras representan variables y constantes. Por convención, las letras situadas al principio del alfabeto (por ejemplo, {\displaystyle a,b,c}) se suelen utilizar para representar constantes, y las situadas hacia el final del alfabeto (por ejemplo, {\displaystyle x,y} y z) se utilizan para representar variables. Normalmente se imprimen en cursiva.
Las  operaciones algebraicas funcionan del mismo modo que las operaciones aritméticas, como suma, resta, multiplicación, división y exponenciación. y se aplican a variables y términos algebraicos.  Los símbolos de multiplicación suelen omitirse, y están implícitos cuando no hay espacio entre dos variables o términos, o cuando se utiliza un  coeficiente. Por ejemplo, {\displaystyle 3\times x^{2}} se escribe como {\displaystyle 3x^{2}}, y {\displaystyle 2\times x\times y} puede escribirse {\displaystyle 2xy}.
Normalmente los términos con la mayor potencia (exponente), se escriben a la izquierda, por ejemplo, {\displaystyle x^{2}} se escribe a la izquierda de x. Cuando un coeficiente es uno, suele omitirse (por ejemplo, {\displaystyle 1x^{2}} se escribe {\displaystyle x^{2}}). Del mismo modo, cuando el exponente (potencia) es uno, (p. ej. {\displaystyle 3x^{1}} se escribe {\displaystyle 3x}). Cuando el exponente es cero, el resultado es siempre 1 (e. g. {\displaystyle x^{0}} siempre se reescribe en 1). Sin embargo {\displaystyle 0^{0}}, al ser indefinido, no debe aparecer en una expresión, y se debe tener cuidado al simplificar expresiones en las que puedan aparecer variables en los exponentes. Texto en algebra'

### Notación alternativa
- Otros tipos de notación se utilizan en expresiones algebraicas cuando el formato requerido no está disponible, o no puede ser implícito, como cuando sólo se dispone de letras y símbolos. Como ilustración de esto, mientras que los exponentes suelen formatearse utilizando superíndices, por ejemplo {\displaystyle x^{2}}, en texto plano, y en el lenguaje de marcado TeX, el símbolo caret ^ representa la exponenciación, por lo que {\displaystyle x^{2}} se escribe como "x^2".,[10][11] así como algunos lenguajes de programación como Lua. En lenguajes de programación como Ada,[12] Fortran,[13] Perl,[14] Python[15] y Ruby,[16] se utiliza un asterisco doble, por lo que {\displaystyle x^{2}} se escribe como "x**2". Muchos lenguajes de programación y calculadoras utilizan un solo asterisco para representar el símbolo de multiplicación,[17] y debe utilizarse explícitamente, por ejemplo, {\displaystyle 3x} se escribe "3*x". álgebra

### Signos de relación
Indican la relación que hay entre dos expresiones. Los signos de relación son:
- menor que: <
- mayor que: >
- igual a: =
- diferente a: ≠
- menor o igual a: ≤
- mayor o igual a: ≥

### Signos de agrupación
Los signos de agrupación se usan para cambiar el orden de prioridad de las operaciones. Las operaciones indicadas dentro de ellos deben realizarse primero y deben atender, así como las indicadas fuera de ellos, al orden de las operaciones.
Los signos de agrupación son:
- ( ) → paréntesis o paréntesis ordinarios
- [ ] → corchetes o paréntesis angulares o paréntesis rectangulares
- { } → llaves
- | | → vínculos o barras (a veces este signo se usa para valor absoluto)

Los signos de agrupación tienen su orden de jerarquía para realizar la operación. El orden de realización de las operaciones es el siguiente:
- Si no hay ningún signo de agrupación, las operaciones mantienen su orden de las operaciones.
- Si hay paréntesis, primero deben realizarse las operaciones dentro de los paréntesis, y luego las operaciones que están sin paréntesis.
- Si hay corchetes, primero deben realizarse las operaciones dentro de los corchetes, después las operaciones dentro de los paréntesis, y luego las operaciones que están sin corchetes y sin paréntesis.
- Si hay llaves, primero deben realizarse las operaciones dentro de las llaves, después las operaciones dentro de los corchetes, después las operaciones dentro de los paréntesis, y luego las operaciones que están sin llaves y sin corchetes y sin paréntesis.
- Si hay barras, primero deben realizarse las operaciones dentro de las barras, después las operaciones dentro de las llaves, después las operaciones dentro de los corchetes, después las operaciones dentro de los paréntesis, y luego las operaciones que están sin barras y sin llaves y sin corchetes y sin paréntesis.

Los signos de agrupación también pueden ir dentro de otros signos de agrupación, y en este caso también se respeta el orden de jerarquía: los paréntesis van dentro de los corchetes, los corchetes van dentro de las llaves, y las llaves van dentro de las barras.
Escritura en informática
| Windows | [  | Alt + 91 (del bloque numérico)  |
| Windows | ]  | Alt + 93 (del bloque numérico)  |
| Windows | {  | Alt + 123 (del bloque numérico) |
| Windows | }  | Alt + 125 (del bloque numérico) |
| Windows | \| | Alt + 124 (del bloque numérico) |

Si luego de un número sigue un número dentro de un signo de agrupación se sobreentiende que es una multiplicación.
- 3 (5) = 3 × 5
- 6 [9] = 6 × 9
- 7 {4} = 7 × 4
- 8 |2| = 8 × 2

La multiplicación también puede darse si hay un punto medio (no confundir con el punto decimal que al igual que la coma decimal es un separador decimal). Mayormente se utiliza para multiplicar monomios con una variable.
- 4 · 3 = 4 × 3
- 4 · 3 ≠ 4.3
- 4.3 = 4,3
- x · x² = x³

Escritura en informática
| Windows | · | Alt + 250 (del bloque numérico) |

Resumen de multiplicación:
3 × 2 = 3 (2) = 3 [2] = 3 {2} = 3 |2| = 3 · 2

## Expresiones algebraicas

### Término
Un término es una expresión algebraica elemental donde se encuentran solo operaciones de multiplicación y división de números y letras. El número se llama coeficiente y las letras conforman la parte literal. Tanto el número como cada letra pueden estar elevados a una potencia. En una expresión algebraica con varios términos, estos están separados con signos de suma y resta.

#### Término independiente
El término independiente, es el que consta de solo un valor numérico y no tiene parte literal.

#### Términos semejantes
Los términos semejantes son los que tienen exactamente la misma parte literal (con las mismas letras elevadas a los mismos exponentes), y varían solo en el coeficiente. Solo se pueden sumar y restar términos semejantes. No se pueden sumar y restar términos que no sean semejantes; sin embargo, se puede multiplicar y dividir todo tipo de términos (no puedes sumar a+b, pero a*b= ab). Si en una expresión algebraica hay varios términos semejantes, estos se pueden simplificar sumándolos o restándolos.
Un polinomio es una expresión algebraica en la cual solo intervienen las operaciones de suma, resta y multiplicación, así como exponentes enteros positivos. Cuando el polinomio consta de uno, de dos o de tres términos se llama monomio, binomio o trinomio, respectivamente. Generalmente, un polinomio P en la variable x se expresa como:
{\displaystyle P(x)_{}^{}=} {\displaystyle a_{n}x^{n}+a_{n-1}x^{n-1}+\cdots +a_{1}x^{1}+a_{0}x^{0}.}

#### Valor numérico de un polinomio
Es el valor que se obtiene al sustituir las letras por valores numéricos y luego realizar las operaciones del polinomio.

## Leyes del álgebra elemental

### Propiedades de las operaciones
- La operación de adición (+)
  - se escribe {\displaystyle \,a+b}
  - es conmutativa: {\displaystyle \,a+b=b+a}
  - es asociativa: {\displaystyle \,(a+b)+c=a+(b+c)}
  - tiene una operación inversa llamada sustracción: {\displaystyle \,(a+b)-b=a}, que es igual a sumar un número negativo, {\displaystyle \,a-b=a+(-b)}
  - tiene un elemento neutro 0 que no altera la suma: {\displaystyle \,a+0=a}

- La operación de multiplicación (×)
  - se escribe {\displaystyle \,(a\times b)}   o    {\displaystyle \,(a\cdot b)}
  - es conmutativa: {\displaystyle \,(a\cdot b)}  = {\displaystyle \,(b\cdot a)}
  - es asociativa: {\displaystyle \,(a\cdot b)\cdot c=a\cdot (b\cdot c)}
  - es abreviada por yuxtaposición: {\displaystyle a\cdot b\equiv ab}
  - tiene una operación inversa, para números diferentes a cero, llamada división: {\displaystyle {\frac {(ab)}{b}}=a}, que es igual a multiplicar por el recíproco, {\displaystyle {\frac {a}{b}}=a\left({\frac {1}{b}}\right)}
  - tiene un elemento neutro 1 que no altera la multiplicación: {\displaystyle a\times 1=a}
  - es distributiva respecto a la adición en cualquier conjunto numérico con estructura de anillo algebraico: {\displaystyle \,(a+b)\cdot c=ac+bc}

- La operación de potenciación
  - se escribe {\displaystyle \,a^{b}}
  - es una multiplicación repetida: {\displaystyle a^{n}=a\times a\times \ldots \times a} (n veces)
  - tiene una operación inversa, llamada logaritmo: {\displaystyle \log _{b}n=x\quad \Leftrightarrow \ \quad b^{x}=n} y  {\displaystyle \,a^{log_{a}b}=b=log_{a}a^{b}}
  - puede ser escrita en términos de raíz n-ésima: {\displaystyle \ a^{m/n}\equiv ({\sqrt[{n}]{a^{m}}})}  y por lo tanto las raíces pares de números negativos no existen en el sistema de los números reales. (Ver: sistema de números complejos)
  - es distributiva con respecto a la multiplicación: {\displaystyle \,(a\cdot b)^{c}=a^{c}\cdot b^{c}}
  - tiene la propiedad de suma de exponentes: {\displaystyle \ {a^{b}}\cdot {a^{c}}=a^{b+c}}
  - tiene la propiedad de multiplicación a exponentes: {\displaystyle \,(a^{b})^{c}=a^{bc}}[19]
  - no es ni conmutativa ni asociativa: en general {\displaystyle \,a^{b}\neq b^{a}}  y {\displaystyle \,(a^{b})^{c}\neq a^{(b^{c})}}

### Orden de las operaciones
Para completar el valor de una expresión, es necesario calcular partes de ella en un orden particular, conocido como el orden de prioridad o el orden de precedencia de las operaciones. Primero se calculan los valores de las expresiones encerradas en signos de agrupación (paréntesis, corchetes, llaves), luego las multiplicaciones y divisiones y, por último, las sumas y las restas.

### Leyes de la igualdad
La relación de igualdad (=) tiene las propiedades siguientes:
- si {\displaystyle \,a=b} y {\displaystyle \,c=d}  entonces {\displaystyle \,a+c=b+d}  por lo tanto {\displaystyle \,ac=bd}
- si {\displaystyle \,a=b}  entonces {\displaystyle \,a+c=b+c}
- si dos símbolos son iguales, entonces uno puede ser sustituido por el otro.
- regularidad de la suma: trabajando con números reales o complejos sucede que si {\displaystyle \,a+c=b+c}  entonces {\displaystyle \,a=b}.
- regularidad condicional de la multiplicación: si {\displaystyle \,a\cdot c=b\cdot c}  y {\displaystyle \,c} no es cero, entonces {\displaystyle \,a=b} .

### Leyes de la desigualdad
La relación de desigualdad (<) tiene las siguientes propiedades:
- de transitividad: si {\displaystyle \,a<b}  y  {\displaystyle \,b<c}  entonces {\displaystyle \,a<c}
- si {\displaystyle \,a<b} y {\displaystyle \,c<d}  entonces {\displaystyle \,a+c<b+d}
- si {\displaystyle \,a<b} y {\displaystyle \,c>0} entonces {\displaystyle \,ac<bc}
- si {\displaystyle \,a<b} y {\displaystyle \,c<0} entonces {\displaystyle \,bc<ac}

### Regla de los signos
En el producto y en el cociente de números positivos (+) y negativos (-) se cumplen las siguientes reglas:

{\displaystyle {\begin{cases}+\cdot -=-\\+\cdot +=+\\-\cdot -=+\\-\cdot +=-\end{cases}}}